# メチレンジオキシ基

メチレンジオキシ基の構造

メチレンジオキシ基(Methylenedioxy)は、R-O-CH2-O-R'という構造式の官能基で、分子の他の部分とは2本の結合で結ばれている。メチレンジオキシ基は、2つの酸素原子がメチレン結合(-CH2-)に結合している。メチレンジオキシ基は、通常、フェニル基のような芳香族構造と結合してメチレンジオキシフェニル基やベンゾジオキソール基を形成し、サフロール等の天然物やタダラフィル、MDMA、ピペロニルブトキシド等の薬品に広く含まれる。
シトクロムP450スーパーファミリーの酵素は、隣接したフェノールとメトキシ基の間を閉じて、メチレンジオキシ結合を形成することができる。この過程で形成された化合物の例としては、カナジンやベルベリンがある。同様に、別の種類の酵素によるortho-脱メチレン化によって、結合を開くこともできる。この過程は、MDMAやMDAの代謝の際に起こる。